# Тимофеев, Владимир Павлович
Влади́мир Па́влович Тимофе́ев (род. 4 апреля 1943) — российский дипломат.

## Биография
Окончил Московский государственный институт международных отношений МИД СССР (1970) и Высшие дипломатические курсы при Дипломатической академии МИД России (1998). На дипломатической работе с 1970 года. Владеет французским, немецким и английским языками.
- В 1992—1995 годах — советник-посланник Посольства России в Мали.
- В 1996—1998 годах — заместитель директора Первого департамента стран СНГ МИД России.
- С 8 мая 1998 по 17 июля 2002 года — чрезвычайный и полномочный посол России в Бенине[1][2].
- С 30 сентября 1998 по 17 июля 2002 года — чрезвычайный и полномочный посол России в Того по совместительству[3][2].
- В 2002—2005 годах — главный советник Департамента по связям с субъектами Федерации, парламентом и общественно-политическими организациями МИД России.
- С 4 марта 2005 по 15 февраля 2011 года — чрезвычайный и полномочный посол России в Бурунди[4][5].

С 2011 года — на пенсии.

## Дипломатический ранг
- Чрезвычайный и полномочный посланник 2 класса (2 июля 1992)[6].
- Чрезвычайный и полномочный посланник 1 класса (8 августа 2000)[7].